# Candidatos a presidente dos Estados Unidos em 2012 pelo Partido Democrata
Este artigo contém a lista dos candidatos nas primárias do Partido Democrata a presidente em 2012.
Os seguintes candidatos anunciaram formalmente que estão concorrendo para a nomeação presidencial republicana em 2012 e/ou já registraram candidatura na Comissão Eleitoral Federal.

## Candidatos
| Presidente Barack Obama (website) |  | Barack Obama, nascido em 4 de agosto de 1961, em Honolulu, no Havaí, é o atual presidente dos Estados Unidos. Obama é elegível para um segundo mandato. Sua candidatura a reeleição foi formalmente anunciada em 4 de abril de 2011 em seu site. Vários ex-membros do governo Obama e do Comitê Nacional Democrata estão oficialmente trabalhando para a campanha. A sede de campanha de Obama a reeleição esta localizada em Chicago. Cargos - Presidente dos Estados Unidos 2009-2017 - Senador dos Estados Unidos pelo Illinois 2005-2008 - Senador estadual do Illinois 1997-2004 |

### Potenciais Candidatos
Os seguintes candidatos formaram um comitê, ou se pronunciaram informalmente, que são possíveis candidatos:
| Senador Mike Gravel do Alasca                               | Não declarou que é candidato, mas também não desistiu da disputa. Cargos - Senador do Alasca 1969-1981                                         |
| Ex-representante Alan Grayson da Flórida                    | Tem sido alvo de especulações da imprensa. Cargos - Representante dos Estados Unidos pelo 8º distrito da Flórida 2009-2011                     |
| Candidato em 2010 ao senado Alvin Greene da Carolina do Sul | Tem sido alvo de especulações da imprensa. Eleições em que concorreu - Eleição para senador da Carolina do Sul em 2010: 364.598 votos, 27,65%. |

## Desistências
- A secretária de estado Hillary Rodham Clinton de Nova Iorque[14]
- O ex-governador Howard Dean de Vermont[15]
- O ex-senador Russ Feingold de Wisconsin[16]
- O representante Dennis Kucinich de Ohio[17]